# Picoas (métro de Lisbonne)
Pour les articles homonymes, voir Picoas.
Picoas est une station du métro de Lisbonne sur la ligne jaune. Une de ses sorties possède un édicule Guimard. En échange le métro de Lisbonne offre à celui de Paris l'oeuvre d'art Azulejo Géométrique de Manuel Cargaleiro.

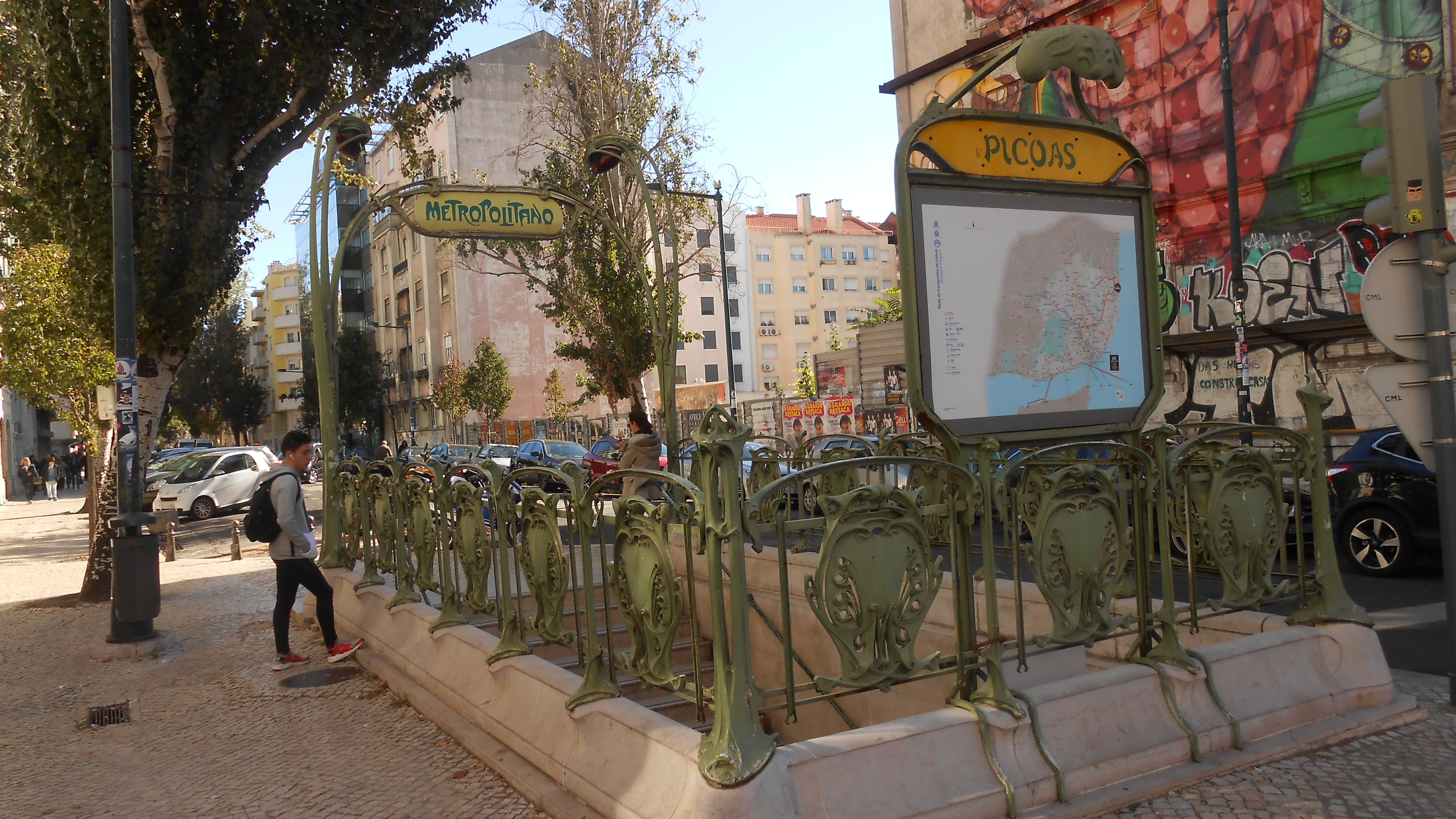
Entrée de la station Picoas, style Guimard